# Mgahinga Gorilla Nemzeti Park
A Mgahinga Gorilla Nemzeti Park Uganda délnyugati sarkában, Kisoro város közelében fekvő nemzeti park. A park a Virunga-hegységben található, határos a Ruandában fekvő Volcanoes Nemzeti Parkkal és a Kongói Demokratikus Köztársaságban fekvő Virunga Nemzeti Parkkal. A három park együttesen alkotja a 434 km²-es Virunga természetvédelmi területet. Ebből a Mgahinga Gorilla Nemzeti Park 33,7 km²-nyi területe 8%-ot képvisel.
Ugandában két nemzeti parkban élnek hegyi gorillák (Gorilla beringei beringei), az egyik a Mgahinga Gorilla Nemzeti Park, a másik a Bwindi Nemzeti Park. A parkban egy habituálódott (emberhez szokott) gorilla csapat él, mely időnként átkel a határ ruandai oldalára, ezért a gorillákra kíváncsi turisták nem mindig járnak szerencsével.
A nemzeti park területén található a Virunga-hegység nyolc vulkánja közül három: a Gahinga, a Muhabura és a Sabyinyo, melyek mind az ugandai és ruandai határon emelkednek. A park központjából indulva a vulkánok mindegyike meglátogatható egy nap alatt.

## Története
A Mgahinga Gorilla Nemzeti Park Klaus-Jürgen Sucker zoológusnak és etológusnak köszönheti létét. A tudós 1994-ben Kisoroban titokzatos körülmények közt vesztette életét. 1988 és 1994 között Sucker vezette a Mgahinga Gorilla Nemzeti Park projektet.
A területet korábban Mgahinga erdei rezervátumnak nevezték, mely vadvédelmi területként működött, majd 1991-ben emelkedett a nemzeti park rangjára. 1992 júniusában az addig 24,5 km²-es parkot 33,7 km²-re bővítették. A hegyi gorillák védelmének történetében ez volt az első és mindezidáig egyetlen eset, amikor folyamatosan csökkenő élőhelyüket sikerült megnövelni. 